# لوران لانتری
لوران لانتری (انگلیسی: Laurent Lanteri؛ زادهٔ ۲ نوامبر ۱۹۸۴) بازیکن فوتبال اهل فرانسه است.
از باشگاه‌هایی که در آن بازی کرده‌است می‌توان به باشگاه فوتبال متس، آ.اس موناکو، باشگاه فوتبال روبور سیه‌نا، باشگاه فوتبال فوجا، و باشگاه فوتبال نووارا اشاره کرد.